# Yūsuke Kawaguchi
Yūsuke Kawaguchi (jap. 川口雄介 Kawaguchi Yūsuke; ur. 14 sierpnia 1980 w Akicie) – japoński zawodnik mieszanych sztuk walki (MMA). Były mistrz japońskiej organizacji DEEP w wadze otwartej

## Kariera MMA
Reprezentuje klub Blue Dog Gym. Karierę w MMA rozpoczął wygranym pojedynkiem z rodakiem Hirotaką Fujiyama 13 kwietnia 2007 roku. W 2008 roku wystartował w turnieju Megaton o tytuł mistrza w kat. open organizowanym przez organizację DEEP. Kawaguchi wygrał trzy pojedynki przed czasem, a w finale pokonał Shunsuke Inoue przez niejednogłośną decyzję sędziowską i zdobył tytuł mistrza w kat. open. Przez ponad rok bronił go trzykrotnie po czym zwakował tytuł.
W maju 2010 roku zmierzył się z Mariuszem Pudzianowskim. Walka w pierwszych sekundach była dynamiczna głównie za sprawą ataków Polaka, kolejne minuty przynosiły jednak liczne klincze. Podczas drugiej rundy nieznacznie aktywniejszy był Japończyk, który zadał kilka celnych ciosów. Do końca walki dominowały jednak klincze wykonywane przez Pudzianowskiego. Wynik walki został rozstrzygnięty przez sędziów jednogłośnie na korzyść Polaka.
Po porażce w Polsce jeszcze tego samego roku we wrześniu wygrał kontrowersyjnie po bardzo wyrównanym pojedynku z weteranem PRIDE Brytyjczykiem Jamesem Thompsonem na gali DREAM.16 przez niejednogłośną decyzję sędziów.
5 listopada 2010 roku przegrał z byłym kickbokserem Peterem Grahamem przez techniczny nokaut wskutek uderzeń łokciami na australijskiej gali XMMA.
Kolejną walkę w Australii stoczył 25 czerwca 2011 roku przegrywając z Soa Paleleim przez TKO w pierwszej rundzie.

## Lista walk w MMA[1]
| Wynik     | Bilans | Przeciwnik (bilans przed walką) | Rozstrzygnięcie                      | Runda | Czas | Rozgrywki                                                         | Data       | Miejsce      | Uwagi                                                |
| --------- | ------ | ------------------------------- | ------------------------------------ | ----- | ---- | ----------------------------------------------------------------- | ---------- | ------------ | ---------------------------------------------------- |
| Przegrana | 19-13  | Ryo Sakai (6-7)                 | TKO (ciosy pięściami)                | 1     | 2:36 | DEEP 84 Impact                                                    | 30.06.2018 | Tokio        |                                                      |
| Przegrana | 19-12  | Aorigele (3-3)                  | TKO (ciosy pięściami w parterze)     | 1     | 2:38 | Road FC 34                                                        | 19.11.2016 | Shijiazhuang | Co-Main Event                                        |
| Wygrana   | 19-11  | Kozo Urita (14-12-2)            | Decyzja (jednogłośna)                | 2     | 5:00 | Grachan / Blue Dog Gym – Grachan 25 / BFC Vol.2                   | 10.10.2016 | Tokio        |                                                      |
| Przegrana | 18-11  | Richard Odoms (10-2)            | KO (kolano)                          | 1     | 3:29 | WSOF-GC 2 – World Series of Fighting Global Championship: Japan 1 | 07.02.2016 | Tokio        |                                                      |
| Wygrana   | 18-10  | Yoon Seob Kwak (7-12)           | Poddanie (duszenie trójkątne rękoma) | 1     | 3:18 | Real Fight Championship 3                                         | 05.12.2015 | Jokohama     |                                                      |
| Przegrana | 17-10  | Choi Mu-bae (11-4)              | TKO (ciosy pięściami w parterze)     | 2     | 4:50 | Road FC 24                                                        | 25.07.2015 | Tokio        |                                                      |
| Przegrana | 17-9   | Justin Willis (1-1)             | TKO (ciosy pięściami)                | 1     | 0:43 | Inoki Bom-Ba-Ye 2014                                              | 31.12.2014 | Tokio        |                                                      |
| Wygrana   | 17-8   | Fumio Yoshimura (0-0)           | TKO (ciosy pięściami)                | 1     | 1:17 | BFC: Blue Dog Fighting Charity Match Vol.1                        | 29.06.2014 | Tokio        |                                                      |
| Przegrana | 16-8   | Brett Rogers (14-7)             | KO (ciosy pięściami)                 | 1     | 0:28 | Inoki Genome Fight 1                                              | 04.04.2014 | Tokio        |                                                      |
| Przegrana | 16-7   | Alex Huddleston (3-1)           | Decyzja (jednogłośna)                | 3     | 5:00 | IGF GENOME 29                                                     | 26.10.2013 | Tokio        | Walka w wadze ciężkiej                               |
| Wygrana   | 16-6   | Se Young Kim (1-3)              | TKO (ciosy pięściami)                | 1     | 0:20 | Gladiator 61 – Bushido                                            | 29.09.2013 | Tokio        | Walka w wadze otwartej                               |
| Wygrana   | 15-6   | Justin Morton (5-0)             | Decyzja (jednogłośna)                | 2     | 5:00 | Tenkaichi Fight – Tenkaichi Fight 68                              | 08.09.2013 | Okinawa      | Main Event                                           |
| Wygrana   | 14-6   | Takahiro Yoshida (0-0)          | Poddanie (balacha)                   | 1     | 0:43 | IGF GENOME 27                                                     | 20.07.2013 | Osaka        |                                                      |
| Przegrana | 13-6   | Rolles Gracie (7-1)             | Poddanie (duszenie trójkątne)        | 1     | 2:00 | Inoki-Bom-Be-Ye 2012                                              | 31.12.2012 | Tokio        |                                                      |
| Przegrana | 13-5   | Jörgen Kruth (4-0)              | TKO (ciosy pięściami i łokciami)     | 1     | 3:18 | Rumble of the Kings 6                                             | 26.11.2011 | Sztokholm    |                                                      |
| Przegrana | 13-4   | Soa Palelei (11-3)              | TKO (ciosy pięściami)                | 1     | 4:20 | AFC - Fight Night                                                 | 25.06.2011 | Melbourne    | Co-Main Event                                        |
| Przegrana | 13-3   | Peter Graham (3-5)              | TKO (ciosy łokciami)                 | 1     | ?    | XMMA 3                                                            | 05.11.2010 | Sydney       |                                                      |
| Wygrana   | 13-2   | Edmund Cavalcante Jr. (3-2)     | Decyzja (jednogłośna)                | 2     | 5:00 | Gladiator 11                                                      | 09.10.2010 | Tokio        |                                                      |
| Wygrana   | 12-2   | James Thompson (15-13)          | Decyzja (niejednogłośna)             | 2     | 5:00 | DREAM.16                                                          | 25.09.2010 | Nagoja       | Walka w wadze superciężkiej                          |
| Przegrana | 11-2   | Mariusz Pudzianowski (1-0)      | Decyzja (jednogłośna)                | 2     | 5:00 | KSW 13: Kumite                                                    | 07.05.2010 | Katowice     | Co-Main Event                                        |
| Wygrana   | 11-1   | Roque Martinez (4-0)            | Decyzja (jednogłośna)                | 3     | 5:00 | Deep - Cage Impact 2009                                           | 19.12.2009 | Tokio        | Obronił tytuł Megaton w wadze otwartej               |
| Wygrana   | 10-1   | Seigo Mizuguchi (6-4)           | KO (kopnięcia)                       | 3     | 1:27 | Deep - 44 Impact                                                  | 10.10.2009 | Tokio        | Obronił tytuł Megaton w wadze otwartej. Main Event   |
| Wygrana   | 9-1    | Cirio Tejera (0-0)              | Decyzja (jednogłośna)                | 2     | 5:00 | M-1 Challenge 18 – Netherlands Day Two                            | 16.08.2009 | Hilversum    | Walki w wadze ciężkiej                               |
| Przegrana | 8-1    | Rob Broughton (8-4-1)           | Decyzja (jednogłośna)                | 2     | 5:00 | M-1 Challenge 14 – Japan                                          | 29.04.2009 | Tokio        | Walki w wadze ciężkiej                               |
| Wygrana   | 8-0    | Baru Harn (0-0)                 | Decyzja (większościowa)              | 2     | 5:00 | Deep - 38 Impact                                                  | 23.10.2008 | Tokio        | Pbronił tytuł Megaton w wadze otwartej               |
| Wygrana   | 7-0    | Shunsuke Inoue (3-2)            | Decyzja (niejednogłośna)             | 2     | 4:00 | Deep - Megaton Grand Prix 2008 Finals                             | 02.08.2008 | Tokio        | Zwyciężył w finale turnieju Megaton w wadze otwartej |
| Wygrana   | 6-0    | Shunji Kosaka (2-0)             | TKO (poddanie przez narożnik)        | 1     | 0:45 | Deep - Megaton Grand Prix 2008 Finals                             | 02.08.2008 | Tokio        | Półfinał turnieju Megaton w wadze otwartej           |
| Wygrana   | 5-0    | Yoichi Babaguchi (1-3-1)        | TKO (ciosy pięściami)                | 1     | 0:16 | Deep - Megaton Grand Prix 2008 Semifinal                          | 24.05.2008 | Tokio        | Ćwierćfinał turnieju Megaton w wadze otwartej        |
| Wygrana   | 4-0    | Nobuyoshi Takahara (1-0)        | TKO (ciosy pięściami)                | 1     | 0:40 | Deep - Megaton Grand Prix 2008 Opening Round                      | 29.03.2008 | Tokio        | Pierwsza runda turnieju Megaton w wadze otwartej     |
| Wygrana   | 3-0    | Seigo Mizuguchi (2-2)           | TKO (ciosy pięściami)                | 1     | 2:07 | Deep - 32 Impact                                                  | 10.10.2007 | Tokio        |                                                      |
| Wygrana   | 2-0    | Kosaku Shikimasu (0-3-1)        | KO (cios pięścią)                    | 1     | 1:16 | Deep - 31 Impact                                                  | 05.08.2007 | Tokio        |                                                      |
| Wygrana   | 1-0    | Hirotaka Fujiyama (0-3)         | Decyzja (większościowa)              | 2     | 5:00 | Deep - 29 Impact                                                  | 13.04.2007 | Tokio        | Debiut w MMA                                         |